# Artavasdes IV

Artavasdes IV van Armenië of Artavasdes II van Atropatene was van 4 tot 6 na Chr. koning Artavasdes II van Media Atropatene en Artavasdes IV van het Koninkrijk Armenië. Hij was een vazal van het Romeinse Rijk.

## Artavasdes I, II, III en IV
Artavasdes I van Armenië regeerde van 159 tot 115 v.Chr., Artavasdes I van Atropatene (59-30 V.Chr.), Artavasdes II van Armenië (55-34 v.Chr.), Artavasdes II van Atropatene, Artavasdes III van Armenië was de broer van Tigranes III en werd door de Romeinen naar voor geschoven als tegenkandidaat voor de opstandige Tigranes IV, Artavasdes IV van Armenië.

## Levensloop
Artavasdes erfde na de dood van zijn vader Ariobarzanes II van Atropatene het koninkrijk Media Atropatene en het koninkrijk Armenië. Rome heerste niet alleen over de twee koninkrijken, maar ook de koning van het Parthische Rijk was een vazal. Artabanus II een telg uit de dynastie van de Arsaciden kwam in opstand, schakelde Artavasdes uit en veroverde in 6 na Chr. de troon van Media Atropatene. Keizer Augustus plaatste Tigranes V op de Armeense troon.